# Villers-lès-Roye
Villers-lès-Roye is een gemeente in het Franse departement Somme (regio Hauts-de-France) en telt 203 inwoners (1999). De plaats maakt deel uit van het arrondissement Montdidier.

## Geografie
De oppervlakte van Villers-lès-Roye bedraagt 6,2 km², de bevolkingsdichtheid is 32,7 inwoners per km².
De onderstaande kaart toont de ligging van Villers-lès-Roye met de belangrijkste infrastructuur en aangrenzende gemeenten.

## Demografie
Onderstaande figuur toont het verloop van het inwonertal (bron: INSEE-tellingen).